# 天主教阿斯托加教區
天主教阿斯托加教區（拉丁語：Dioecesis Asturicensis）是西班牙一個羅馬天主教教區，屬奧維耶多總教區。
教區管轄薩莫拉省、萊昂省和奧倫塞省的一部份，最早的文獻記載於2世紀出現。教區修道院於17世紀成立。教區於2006年時有268,151嗎名教友，佔轄區總人口99.2%。教區下轄971個堂區，有273名司鐸。現任教區主教為若蘇厄·費爾南德斯-貢薩萊斯，榮休主教為加彌祿·羅倫佐-伊格萊西亞斯。